# 신의 (영천위)

신의(申檥, ? ~ 1584년(선조 17) 1월 24일)는 성종의 딸 혜숙옹주의 손자이다. 본관은 고령(高靈)이다. 목사(牧使) 신수경(申秀涇)의 아들이다.

## 생애
1541년(중종 36) 경현공주(敬顯公主)와 혼인하면서 영천위(靈川尉)에 봉해졌다. 1548년(명종 3) 11월 1일 폭행을 저질러 강원도 통천으로 유배되었으며 후에 살인까지 저질러 직첩을 박탈당하였다. 1553년(명종 8) 경현공주가 병에 들자, 신의(申檥)는 기생집 출입이 금지되었음에도 불구하고 첩과 기생을 불러 공주 앞에서 희롱하고 간음하는 등의 부도덕적인 행동으로 마침내 1556년(명종 11) 7월 3일 위리안치(圍籬安置) 되었다. 1566년(명종 21) 문정왕후의 국상중에 공주의 아들인 신사정(申士楨)이 기생 석빙정(惜娉婷)과 간통하고 공주 집의 재물과 외조모인 문정왕후가 하사한 물건까지 석빙정(惜娉婷)에게 건내주어 문제가 되었으며 1568년(선조 1) 7월 17에는 왕이 전교하기를 신사정(申士楨)이 아버지 신의(申檥)가 죄를 지어 형을 받음에도 감정이 태연하고, 귀양을 가게 되었는데도 나와보지 않는 등의 불효를 저질렀음을 이유로 사판(仕版)에서 이름을 삭제시키고 유배를 보냈다. 아들과 남편 모두 귀양을 보낸 상태에서 남편 신의(申檥)가 서울로 돌아왔지만 여전히 경현공주를 박대하고 의복과 음식을 넉넉하게 주지 않음을 이유로 1568년(선조 1) 6월 13일 보성(寶城)으로 위리안치되었다. 1569년(선조 2) 7월 25일에는 보성(寶城)의 유배지에서 가시울타리를 뚫고 출입하면서 조관(朝官)의 첩을 범하기도 하였다.